# Баклан малий
Бакла́н мали́й (Phalacrocorax pygmeus, трапляються також назви Phalacrocorax pygmaeus, Phalacrocoras pygmaeus) — птах родини Бакланові (Phalacrocoracidae) ряду сулоподібних (Suliformes). Один з 39 видів роду, один з 3 видів у фауні України.

## Зовнішній вигляд та морфологічні ознаки

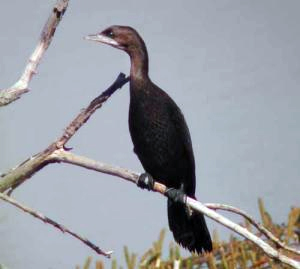

Найменший серед бакланів фауни України. Маса тіла — 650–800 г, довжина тіла — 45-55 см, розмах крил — 75-90 см. У дорослого птаха в шлюбному вбранні голова і шия темно-каштанові, решта оперення чорна. На голові і тулубі дрібні білі риски. Крила з синьо-фіолетовим металічним лиском. Дзьоб, гола шкіра в кутах дзьоба і ноги темно-бурі. Райдужна оболонка ока темно-коричнева. У позашлюбному вбранні білі риски і металічний лиск відсутні; горло білувате; весь низ темно-бурий, дзьоб бурий, гола шкіра у кутах дзьоба жовта; ноги бурі. Молодий птах подібний до дорослого у позашлюбному вбранні, але груди і черево білуваті; райдужна оболонка ока світло-коричнева.

## Ареал виду та його поширення в Україні
Ареал виду: Південно-Східна Європа, Північно-Східна Африка, Мала Азія, райони Каспійського та Аральського морів. Зимує там само і дещо південніше. В Україні гніздиться на Азово-Чорноморському узбережжі, переважно у дельтах Дунаю, Дністра, Дніпра та на Східному Сиваші, невеликі поселення є в інших місцях півдня країни. З кінця 1990-х рр. помітно збільшив чисельність і освоїв нові території. Зрідка трапляється на півночі, зокрема у Київській області, та на Закарпатті. Окремі реєстрації можливі на всій території країни, особливо у басейні Дніпра.

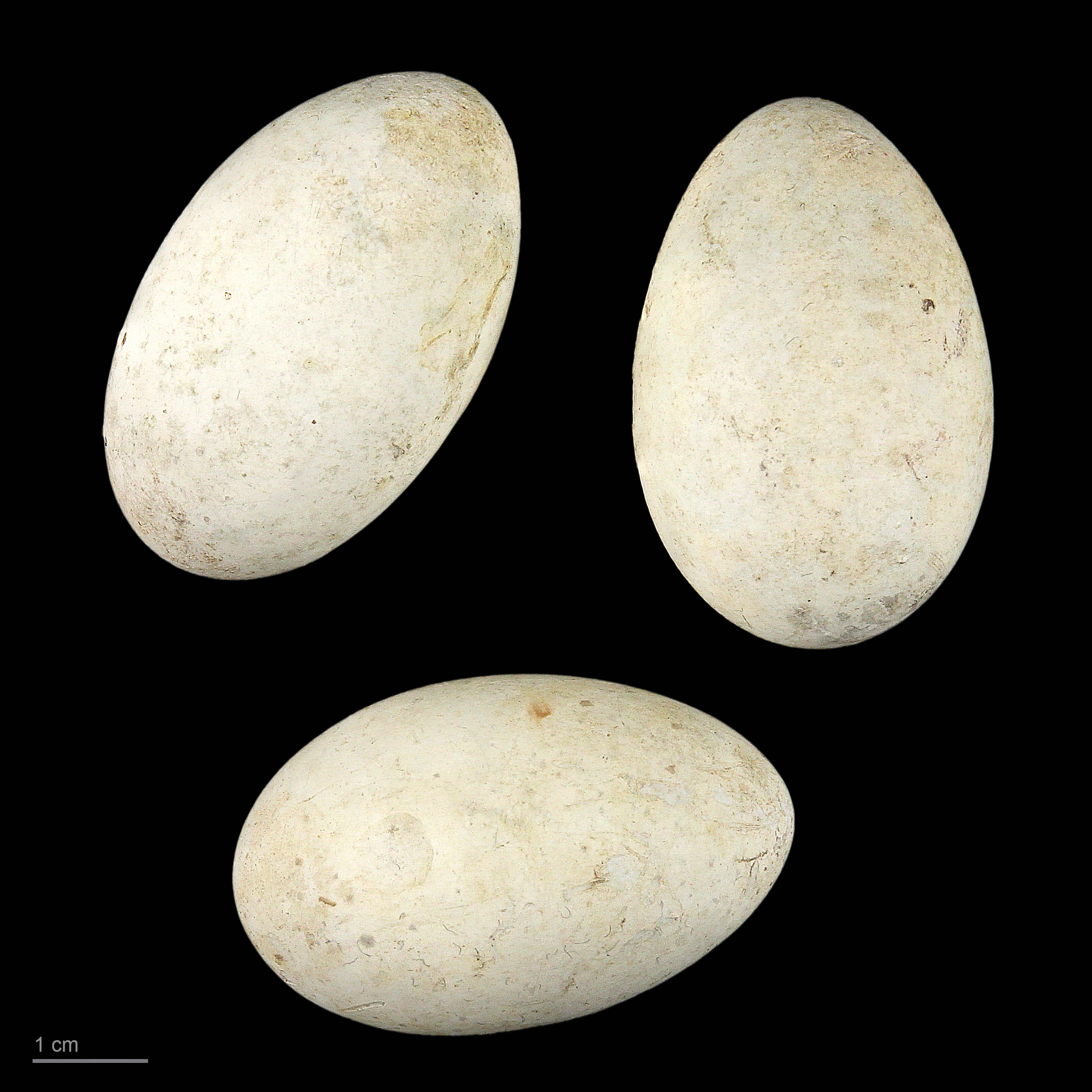
яйце Microcarbo pygmeus - Тулузький музей

## Чисельність і причини її зміни
На кінець 1980-х рр. чисельність у світі оцінювали у 13 тис., у Європі — у 6,2-7,5 тис. пар. У наступні роки вона швидко зростала, особливо в Європі. У 2002 р. тільки у дельті Дунаю гніздилась 9 тис. 341 пара, у тому числі 1 тис. 30 в українській її частині. На початку XXI ст. в Україні, переважно у Придунав'ї, нараховували до 2 тис. пар. Причини скорочення чисельності точно не встановлено: ймовірно, освоєння водно-болотних угідь, загибель у знаряддях риболовного промислу, відстріл на полюванні, зростання фактору непокою, аномально суворі окремі зими.

## Особливості біології
Моногам. В Україні гніздовий, перелітний, зимуючий птах. На більшій території перелітний, у дельті Дунаю частково осілий птах. До гніздування приступає у другій половині березня − першій половині квітня. Гніздиться майже винятково у великих змішаних колоніях лелекоподібних птахів. У кладці 3-7, частіше 4-6 яєць. Насиджують обидва партнери. Молоді баклани починають літати у віці 2-2,5 місяців. Статевої зрілості досягає у 2-3-річному віці. Живиться переважно дрібною рибою, рідше ракоподібними, земноводними, водяними комахами.

## Охорона
Включено до Червоної книги України (2009) (статус − зникаючий), Європейського червоного переліку, Боннської (Додатки ІІ) та Бернської (Додаток ІІ) конвенцій. Охороняється у Дунайському та Чорноморському біосферних заповідниках, Нижньодністровському національному природному парку. Потрібно заповідати придунайські оз. Кугурлуй та Картал. Розмножується у зоопарках світу, в Україні достовірних даних про розмноження у неволі немає.